# Arkhè
 (mai 2018).
Si vous disposez d'ouvrages ou d'articles de référence ou si vous connaissez des sites web de qualité traitant du thème abordé ici, merci de compléter l'article en donnant les références utiles à sa vérifiabilité et en les liant à la section « Notes et références ».
Pour les articles homonymes, voir Premier principe.
Arkhè (en grec ancien : ἀρχή / arkhḗ) est un concept philosophique qui désigne l'origine, le fondement, le commencement du monde.

## Concept
Selon le dictionnaire grec - français d’Anatole Bailly, le mot arkhê est polysémique en grec ancien. Il désigne tout à la fois le commencement, c'est-à-dire l'origine ou la cause, mais aussi la personne ou la chose qui commence, le chef, le premier d'une série. Le mot signifie aussi la première place, la magistrature, et, enfin, le pouvoir.
On retrouve arkhè dans le mot archange qui vient du grec ἀρχάγγελος / arkhángelos composé donc de ἀρχι- / arkhi- qui veut dire à la fois « commandement » et « commencement » (c'est, en quelque sorte la « tête ») et de ἄγγελος / ángelos, « messager ».

## Utilisations

### Chez les pré-socratiques
Anaximandre passe pour être le premier à avoir utilisé le terme d'arkhè pour désigner le principe de toutes choses. En réalité, son maître, Thalès, concevait déjà l'eau comme premier principe.

### Chez Platon
Platon utilise le terme d'arkhè dans la République. Le terme désigne alors le pouvoir dans le sens du gouvernant. Arkhè renvoie ainsi principalement au principe directeur du régime politique,.
Le terme d'arkhè est aussi parfois utilisé pour désigner le point de départ d'un questionnement.

### Chez Aristote
Aristote remarque que le terme peut s'entendre de différentes manières : le pouvoir, le commencement, l'hégémonie d'une cité, le début, etc.
Dans la Métaphysique, l'arkhè désigne chez Aristote la cause première de toutes les choses. Elle est identifiée au premier moteur. Le principe est ce qui commence mais également ce qui commande.